# Латкин, Николай Александрович
Николай Александрович Латкин (1923—1945) — младший сержант Рабоче-крестьянской Красной Армии, участник Великой Отечественной войны, Герой Советского Союза (1945).

## Биография
Николай Латкин родился 26 ноября 1923 года в селе Усть-Боровая (ныне — в черте Соликамска). После окончания семи классов школы работал на целлюлозно-бумажном комбинате. В декабре 1941 года Латкин был призван на службу в Рабоче-крестьянскую Красную Армию. С июля 1942 года — на фронтах Великой Отечественной войны. К февралю 1945 года гвардии младший сержант Николай Латкин командовал орудием 21-го гвардейского артиллерийского полка 2-й гвардейской стрелковой дивизии 2-й гвардейской армии 3-го Белорусского фронта. Отличился во время боёв в Восточной Пруссии.
7 февраля 1945 года во время боёв за высоту 89,6 под Прейсиш-Эйлау (ныне — город Багратионовск в Калининградской области) расчёт Латкина, отражая немецкие контратаки, уничтожил 7 пулемётов, 2 миномёта, 1 противотанковое орудие, большое количество солдат и офицеров противника. В тех боях Латкин два раза был ранен, остался один из всего расчёта, но продолжал сражаться, пока не погиб. Похоронен в братской могиле в Багратионовске.
Указом Президиума Верховного Совета СССР от 29 июня 1945 года за «образцовое выполнение боевых заданий командования на фронте борьбы с немецкими захватчиками и проявленные при этом мужество и героизм» гвардии младший сержант Николай Латкин посмертно был удостоен высокого звания Героя Советского Союза. Также был награждён орденами Ленина, Отечественной войны 2-й степени, Красной Звезды, Славы 3-й степени, медалью «За отвагу».
В честь Латкина установлен памятник и названа улица в Соликамске.